# Songwriters Hall of Fame
Songwriters Hall of Fame (Salon Sławy Autorów Piosenek) – organizacja utworzona w 1969 roku przez autora Johnny Mercera i publicystów Abe Olmana i Howie Richmonda. Siedziba organizacji znajduje się w Nowym Jorku. Celem organizacji jest honorowanie wkładu jaki mają autorzy tekstów do popularności piosenek i wspieranie młodych autorów przez organizowanie różnego rodzaju szkoleń. Co roku w czerwcu organizowany jest "Songwriters Hall of Fame Week", w trakcie którego przyznawane są nowe członkostwa. Aktualnie Salon Sław ma ponad 300 członków, do których należą Bob Dylan, Phil Collins, Elton John, Paul McCartney, Eric Clapton, Johnny Cash, John Lennon, Rob Thomas, Sting i inni.

## Dodatkowe Nagrody
Poza członkostwem Songwriters Hall of Fame przyznaje nagrody w dziewięciu kategoriach:

### Johnny Mercer Award
Nagroda dla autorów, którzy w przeszłości zostali przyjęci do Salonu Sław i nadal wykazują się ponad przeciętnymi osiągnięciami w tej dziedzinie. Johnny Mercer Award jest najbardziej prestiżową nagrodą wśród autorów tekstów piosenek.
- 2007 Dolly Parton
- 2006 Kris Kristofferson
- 2005 Smokey Robinson
- 2004 Stevie Wonder
- 2003 Jimmy Webb
- 2002 Carole King
- 2001 Billy Joel
- 2000 Jerry Leiber & Mike Stoller

### David Starlight Award
Nagroda dla młodych, wyjątkowo utalentowanych autorów piosenek, którzy poprzez tematykę swoich tekstów mają duży wpływ w przemyśle muzycznym.
- 2009 Jason Mraz
- 2008 John Rzeznik
- 2007 John Legend
- 2006 John Mayer
- 2005 Alicia Keys
- 2004 Rob Thomas

### Sammy Cahn Lifetime Achivement Award
Nagroda dla osób lub grup, które w przeciągu całej kariery wykazywały się popieraniem autorów piosenek.
- 2006 Peter, Paul & Mary
- 2005 Les Paul
- 2004 Neil Sedaka
- 2003 Patti LaBelle
- 2002 Stevie Wonder
- 2001 Gloria & Emilio Estefan
- 2000 Neil Diamond

### Abe Olman Publisher Award
Nagroda dla wydawców, którzy opublikowali wyjątkową ilość sławnych piosenek, protegując jednocześnie ich autorów.
- 2007 Don Kirshner
- 2006 Allen Klein
- 2005 Beebe Bourne
- 2004 Les Bider
- 2003 Nicholas Firth
- 2002 Edward P. Murphy
- 2001 Ralph Peer
- 2000 Julian Aberbach

### Hitmaker Award
Nagroda dla artysty, który wydał najwięcej hitów w określonym czasie.
- 2003 Clive Davis
- 2002 Garth Brooks
- 2001 Dionne Warwick
- 2000 Johnny Mathis
- 1999 Natalie Cole
- 1998 Diana Ross
- 1997 Gloria Estefan

### Patron of the Arts
Nagroda dla wpływowych przedstawicieli przemysłu, którzy nie są związani z branżą muzyczną, wykazali się jednak jej wspieraniem.
- 2005 Henry Juszkiewicz
- 2004 Michael Goldstein
- 2003 Martin Bandier
- 2001 Iris Cantor
- 1999 Robert Mondavi

### Towering Song
Nagroda dla twórców piosenek, które miały na przestrzeni lat unikalny wpływ na kulturę.
- 2015 – "What a Wonderful World" (kompozytor Bob Thiele i George David Weiss)
- 2014 – "Over The Rainbow" (tekst E.Y. Harburg i muzyka Harold Arlen)
- 2013 – "A Change Is Gonna Come" (kompozytor Sam Cooke)
- 2012 – "Stand by Me" (kompozytor Ben E. King, Jerry Leiber i Mike Stoller)
- 2011 – "It Was a Very Good Year" (kompozytor Ervin Drake)
- 2010 – "Bridge Over Troubled Water" (kompozytor Paul Simon)
- 2009 – "Moon River" (tekst Johnny Mercer i muzyka Henry Mancini)
- 2008 – "Take Me Out to the Ball Game" (tekst Jack Norworth i muzyka Albert Von Tilzer)
- 2007 – “Unchained Melody” (tekst Hy Zaret i muzyka Alex North)
- 2006 – "When the Saints Go Marching In" (tekst Katharine Purvis i muzyka James Milton Black)
- 2005 – "You've Lost That Lovin' Feelin'" (kompozytor Phil Spector, Barry Mann i Cynthia Weil)
- 2004 – "What the World Needs Now is Love" (tekst Hal David i muzyka Burt Bacharach)
- 2003 – "I Left My Heart in San Francisco" (kompozytor George Cory i Douglass Cross)
- 2002 – "You're a Grand Old Flag" (kompozytor George M. Cohan)
- 2001 – "Let Me Call You Sweetheart" (tekst Beth Slater Whitson i muzyka Leo Friedman)
- 2000 – "You Are My Sunshine" (nagrana przez Jimmie Davis)
- 2000 – "All of Me" (kompozytor Gerald Marks i Seymour Simons)
- 1999 – "Fly Me To The Moon" (kompozytor Bart Howard)
- 1998 – "The Christmas Song" (kompozytor Robert Wells i Mel Tormé)
- 1997 – "How High The Moon" (tekst Nancy Hamilton i muzyka Morgan Lewis)
- 1996 – "Happy Birthday To You" (kompozytor Patty Hill i Mildred J. Hill)
- 1995 – "As Time Goes By" (kompozytor Herman Hupfeld)
- 1994 - "It Don't Come Easy" (kompozytor Ringo Starr)